# Jesús Rafael Soto

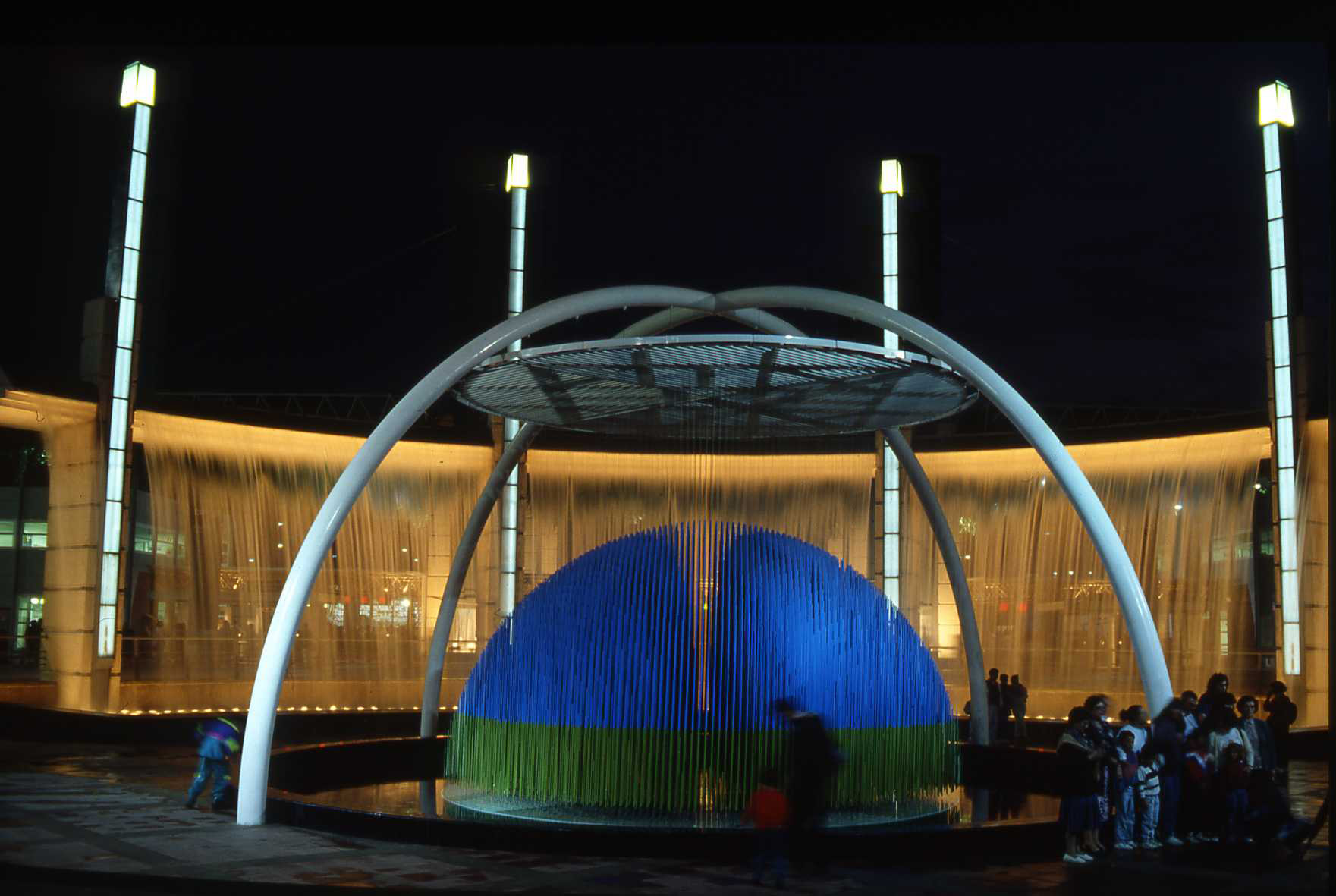
Media esfera azul y verde de Jesús Rafael Soto a l'Exposició Universal de Sevilla de 1992

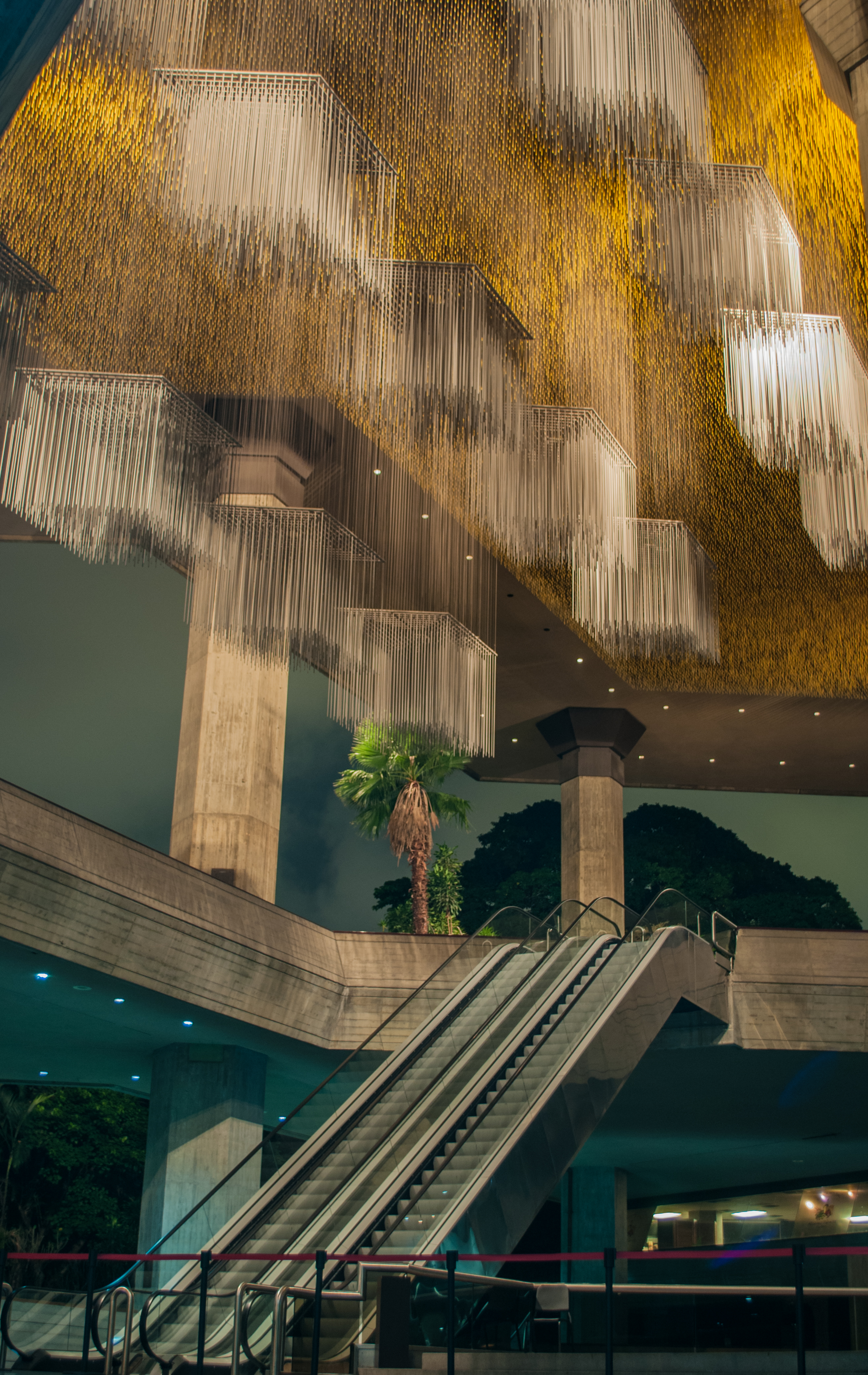
Escales del Teatro Teresa Carreño de Caracas (Veneçuela)

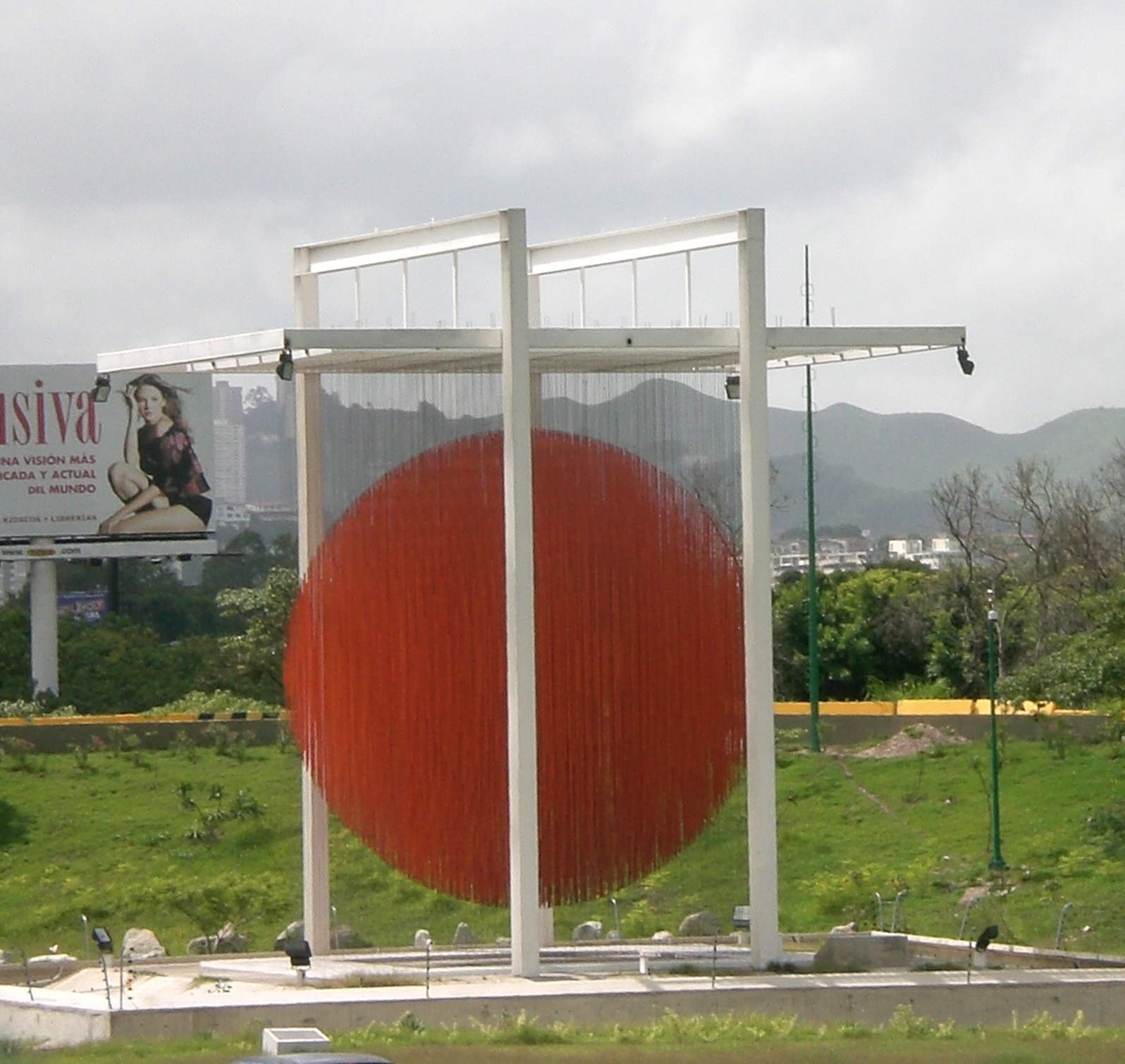
Esfera Caracas de Jesús Soto (1974, instal·lada el 1996)

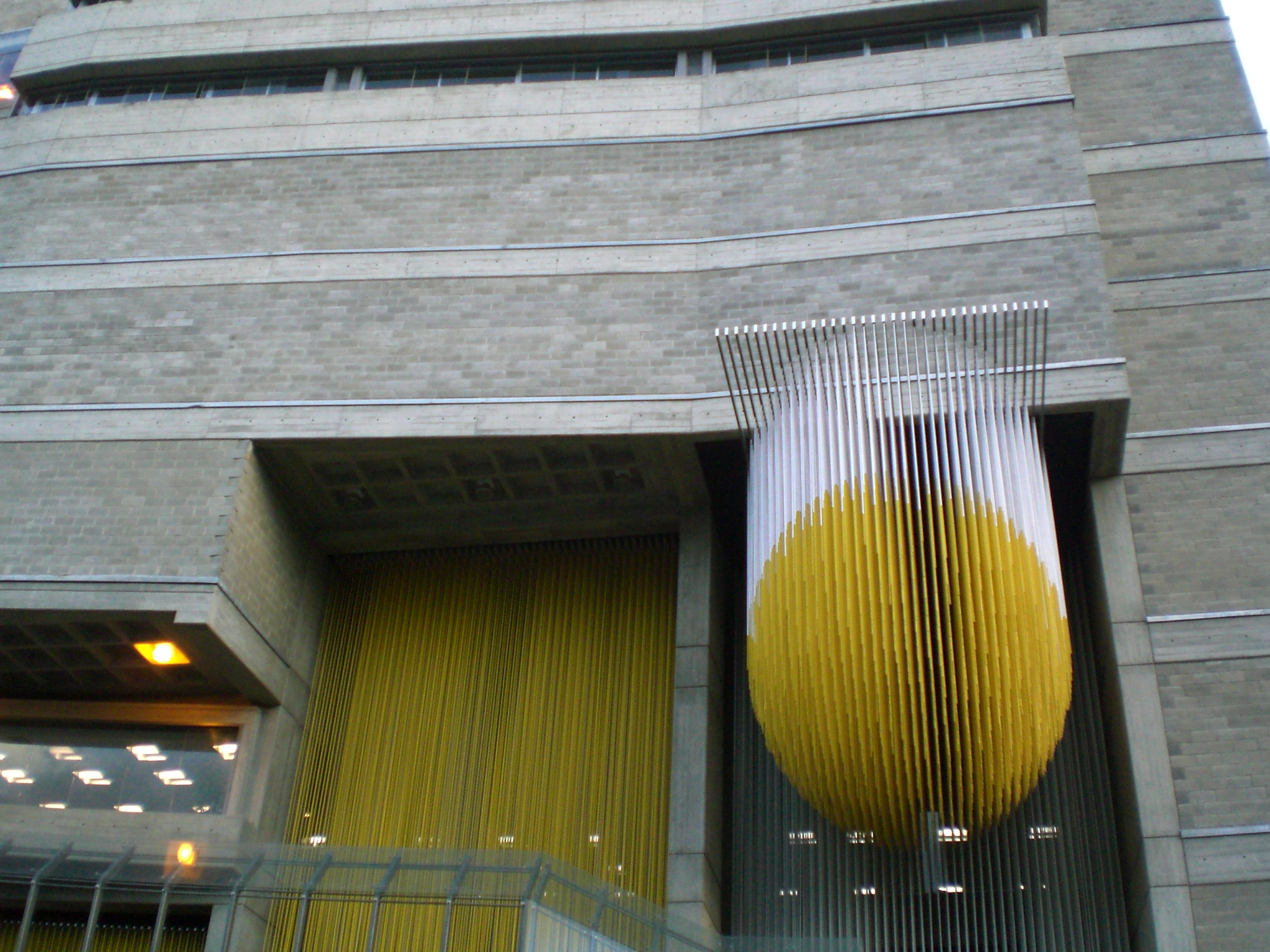
Obra de Jesús Soto al Centro Nacional de Acción Social por la Música (Caracas, Veneçuela)

Jesús Rafael Soto (Ciudad Bolívar, 5 de juny del 1923 - París, 14 de gener del 2005) fou un artista veneçolà.

## Biografia
Estudià a Caracas i, en acabar la seua formació, fou nomenat director de l'Escuela de Bellas Artes de Maracaibo. Renuncià a aquest càrrec el 1950 per anar-se'n a París i conèixer de prop l'obra dels creadors d'avantguarda. A la capital francesa es deixà influir pel cubisme, per l'obra de Mondrian i per les realitzacions de Vasarely, entre alguns altres artistes, però finalment orientà la seua creació cap a l'art cinètic i òptic, corrents dels quals fou un representant destacat. Una de les seues preocupacions fonamentals fou crear efectes òptics, per la qual cosa va récorrer a la superposició d'estructures, principalment reixes, les quals contribueixen a la metamorfosi de les formes a mesura que l'espectador es desplaça davant de l'obra. A aquesta tendència pertanyen algunes de les seues creacions fonamentals, com ara Dinàmica del color (1957), Escriptures (1963) i Vibracions immaterials (1965). A les seues estructures cinètiques, construïdes a partir del 1956, Soto va cercar primer de tot la representació visual del moviment. Cal esmentar en aquest terreny la decoració de l'interior de la UNESCO de París i l'obra que portà a terme per a la factoria Renault, també a París.
El 1988 va realitzar l'Esfera Virtual per al Parc Olímpic d'Escultura de Seül i durant els anys noranta va mostrar el seu treball al Museu d'Art Modern de Kamakura (el Japó, 1990), al Centre Georges Pompidou de París (1993), a la Kunsthalle de Colònia (Alemanya, 1993) i al MOMA de Nova York (1993).
Fou premiat a les biennals de Venècia i Sâo Paulo.
En el seu honor, el govern de Veneçuela va inaugurar el Museo Jesús Soto a Ciudad Bolívar el 1973.

## Obres destacades
- El puente (48 x 68 cm, 1946)
- Paisaje (76 x 66 cm, 1947)
- Cacharros (52 x 58 cm, 1948)
- Composition dynamique (74 x 61 cm, 1950)
- Composition dynamique (100 x 64 cm, 1951)
- Répétition optique N°2 (189 x 130 cm, 1951)
- Répétition et progression (130 x 180 cm, 1951)
- Parallèlles interférentes (120 x 120 x 6 cm, 1952)
- Progression (100 x 100 cm, 1952)
- Etude pour une série (100 x 100 cm, 1952-1953)
- Peinture sérielle (100 x 100 cm, 1952-1953)
- Métamorphose (100 x 100 cm, 1954)
- Boîte (32 x 31,7 x 15,7 cm, 1955-1964)
- Structure cinétique (40 x 40 x 30 cm, 1955)
- Harmonie transformable (100 x 40 x 100 cm, 1956)
- Dynamique de la couleur (67 x 67 x 15 cm, 1957)
- Vibraciones (70 x 127 cm, 1959)
- La tache blanche (100 x 160 cm, 1959)
- Leño azul y negro (137 x 90 x 11 cm, 1960)
- Materia y vibración (100 x 100 cm, 1961)
- Leño viejo (40 x 15 x 24 cm, 1961)
- Mural (1961)
- L'Aiguille (10 x 12 x 6,5 cm, 1961)
- Leño viejo y Condor (33 x 70 x 26 cm, 1962)
- Petite horizontale rouge et noire (51,5 x 43,5 x 14 cm, 1965)
- Vibration jaune (106 x 106 x 21 cm, 1965)
- Le petit jaune (55 x 30 cm, 1965)
- Curvas inmateriales blancas y grises (106 x 106 x 32 cm, 1965)
- Ana (34,5 x 27 cm, 1968)
- Rond sur rond (Ø 36 cm, 1968)
- Verde Hélène (60 x 60 cm, 1976)
- Círculo malva sobre rombo (102 x 102 x 28 cm, 1977)
- Escritura con verticales (54 x 70 cm, 1977)
- Color siete (62 x 62 x 16 cm, 1978)
- Gran escritura negra (250 x 600 cm, 1979)
- Negro y color (184 x 184 x 15 cm, 1980)
- Rojo central (120 x 120 cm, 1980)
- Ambivalencia en el espacio color n°27 (260 x 310 x 17 cm, 1982)
- Progression au sol Extension bleue et noire (60 x 500 x 500 cm, 1982)
- Esfera virtual amarilla (500 x 500 x 500 cm, 1983)
- Cubo de nylon (300 x 100 x 100 cm, 1984)
- Escritura N.Y. (212 x 506 cm, 1984)
- Cuadrado malva (83 x 62 cm, 1985)
- Rouge sur noir (153 x 102 cm, 1988)
- Cuadrados con banda azul (103 x 102 cm, 1988)
- Cuadrado azul con tres barras (115 x 92 x 27 cm, 1989)
- Planos y relieves (103 x 102 x 17 cm, 1990)
- Vibration ambigüe (103 x 102 cm, 1990)
- Lineal (52 x 103 cm, 1991)
- Cuadrado virtual (62 x 62 cm, 1992)
- Cube de Provence (400 x 400 x 400 cm, 1992)
- Penetrable de Tongyoung (4,50 x 4 x 10 m, 1997)
- Petit noir et bleu (29,5 x 62 x 15 cm, 1994)
- Trois cercles (39,5 x 70 x 15 cm, 1996)
- Sphère Concorde (257 x 184 x 184 cm, 1996)
- Le cercle bleu (39,5 x 70 x 15 cm, 1996)
- Outremer et noir (53 x 52x 17 cm, 1997)
- Trame et couleur (203 x 152 x 17 cm, 1997)
- Cadmio y Tes (53 x 52 x 17 cm, 1997)
- Vert et noir avec bleu  (53 x 52 x 17 cm, 1997)
- Óvalo azul claro (102 x 102 x 20 cm, 1997)
- Círculo siena  (102 x 102 x 17 cm, 1998)
- El cuadrado Nápoles (153 x 77 x 17 cm, 1999)
- Escritura cobalto y negra (207 x 303 x 30 cm, 2000)
- Sphère bleue de Paris  (250 x 200 x 200 cm, 2000)
- Cercle bleu dans le carré  (63 x 62 x 17 cm, 2000)
- Ocre jaune inférieur (63 x 62 x 17 cm, 2000)
- Gran naranja en lo alto (203 x 153 x 17 cm, 2001)
- Grand violet (203 x 152 x 17 cm, 2001)
- Ortogonal vibrante y cuadrado (103 x 103 x 17 cm, 2002)[6]
- Serigrafía sobre Espejo y Plexiglass (50 x 50 x 2,5 cm, 2005)[2]